# Русько-лівонські акти
«Ру́сько-ліво́нські а́кти» (нім. Russisch-Livländische Urkunden; рос. Русско-ливонские акты) — збірник документів з історії Лівонії, написаних між 1189 і 1603 роками. Виданий 1868 року в Санкт-Петербурзі російською Археографічною комісією. Складений Карлом-Едуардом Наперським протягом 1829—1852 років, який збирав ці документи в Кенігсберзькому, Ризькому та інших архівах. Містить 254 документа (49 руською, 38 латинською і 167 німецькою мовами), що присвячені історії відносин між Лівонією (балтійскими містами, Ганзою, Лівонським і Тевтонськими орденами) і руськими державами (Новгородом, Полоцьком, Смоленськом, Литвою і Московією). Передмова написана російською і німецькою мовами. Головним редактором видання був член комісії Аріст Кунік. Частину документів, знайдених Наперським, які мали відношення до російської історії, Археографічна комісія видала окремо в 1857 році. Розширене видання подібних документів із балтійських архівів здійснив Фрідріх-Георг Бунге.

## Зміст
- ХІІ ст.: грамота новгородського князя Ярослава Володимировича (№ 1, С. 1)
- ХІІІ ст.: грамоти Олександра Невського, його брата Ярослава Ярославича, литовського князя Гердена, полоцького князя Ізяслава, смоленського князя Федора Ростиславича.
- XIV ст.: грамота православного полоцького єпископа Якова (№ 38, С. 19), чолобитна вітебському князю Михайлу Констянтиновичу (№ 49, С. 25), документи Гедиміна; документи Новгорода і Ганзи.
- XV ст.: литовські і полоцькі грамоти.
- XVI ст.: документи про Ризьку православну церкву, підпорядковану Полоцьку (№ 370, С. 345; № 374, С. 355); лівонські й московські документи.

## Видання
- Русско-ливонские акты, собранные К. Е. Напьерским = Russisch-Livlandische Urkunden, gesammelt von K. E. Napiersky. Санкт-Петербург: издание Археографической комисии, 1868.